# Ḝ
Ḝ (minuscule : ḝ), appelé E brève cédille, est une lettre latine utilisée dans la transcription de l’hébreu ISO 259.
Il s’agit de la lettre E diacritée d’une brève et d’une cédille.

## Utilisation
Dans l’ISO 259 (1984), le E brève cédille ‹ Ḝ › est utilisé pour transcrire le chataf segol, ou segol réduit, ‹ חֱ ›.

## Représentations informatiques
Le E brève cédille peut être représenté avec les caractères Unicode suivants : 
- précomposé et normalisé NFC (latin étendu additionnel) :

| formes    | représentations | chaînes de caractères | points de code | descriptions                               |
| --------- | --------------- | --------------------- | -------------- | ------------------------------------------ |
| capitale  | Ḝ               | Ḝ                     | U+1E1C         | lettre majuscule latine e cédille et brève |
| minuscule | ḝ               | ḝ                     | U+1E1D         | lettre minuscule latine e cédille et brève |

- décomposé et normalisé NFD (latin de base, diacritiques) :

| formes    | représentations | chaînes de caractères | points de code       | descriptions                                                    |
| --------- | --------------- | --------------------- | -------------------- | --------------------------------------------------------------- |
| capitale  | Ḝ               | E◌̧◌̆                   | U+0045 U+0327 U+0306 | lettre majuscule latine e diacritique cédille diacritique brève |
| minuscule | ḝ               | e◌̧◌̆                   | U+0065 U+0327 U+0306 | lettre minuscule latine e diacritique cédille diacritique brève |